# Trentsee (Malente)
Der Trentsee (bei Malente) ist ein See in der Mitte von Timmdorf in der Gemeinde Malente in Schleswig-Holstein. 
Er liegt in der Holsteinischen Schweiz und ist umgeben von einer hügeligen Moränenlandschaft.
Der Trentsee hat eine ovale Grundform, die nach Nordwesten einen langen Ausläufer hat mit einer Länge von ca. 400 m und (in Nord-Süd-Richtung) einer Breite von ca. 200 m. Er hat eine Größe von etwa 4 ha, eine maximale Tiefe von 7,3 Metern und entwässert im Westen in den Behler See.
Im Norden wird der See von der Bahnstrecke Kiel–Lübeck gequert. 